# المجتمع الراقي (مسلسل كوري)
 المجتمع الراقي (باللغة الكورية상류사회) (بالإنجليزية: " High Society")‏: مسلسل تلفزيوني رومانسي، كوميدي، كوري. بدأ عرضه في 08 يونيو 2015.

## القصة
تحدث دراما "High Society" عن "Jang Yoon Na" وهي الابنة الصغرى ل عائلة ثرية وراقية تملك مجموعة من الشركات. لكنها تبحث عن رجل يحبها لنفسها وليس لمالها. لذلك قامت بالاشتغال في أحد مراكز بيع المواد الغذائية، وتتظاهر بأنها من عائلة فقيرة.
بينما "Choi Joon Ki" هو مدير "Yoon Na" في العمل، الذي استطاع أن يتجرد من خلفيته الفقيرة. وحتى يفكر في الزواج من فتاة ذات علاقات التي ستعطيه الحياة التي يريدها.

## البطولة
- يوي : في دور جانغ يون ها
- سونغ جون : في دور تشوي جون كي
- بارك هيونغ شك : في دور يوو تشانغ سو
- ليم جي يون : في دور لي جي يي
- يون جو سانغ : في دور جانغ وون سيك
- جو دو شيم : في دور مين هيي سو
- يون جي هيي : في دور جانغ يي وون
- يو سو يونغ : في دور جانغ سو هيون

## روابط خارجية
- المجتمع الراقي على موقع IMDb (الإنجليزية)
- المجتمع الراقي على موقع ليتربوكسد (الإنجليزية)
- المجتمع الراقي على موقع كينوبويسك (الروسية)
- المجتمع الراقي على موقع قاعدة بيانات الفيلم (الإنجليزية)